# 彼得·斯特格
彼得·斯特格（德語：Peter Stöger，1966年4月11日—）是一位奥地利前足球运动员及现任足球教练，曾执教于原位居于德乙的科隆，并成功带队升入德甲。

## 球员生涯
在经历了法沃里滕、施泰尔前进和第一维也纳之后，时年22岁的斯特格来到了奥地利维也纳。他最初是作为队内另一名中场组织者赫尔伯特·普罗哈斯卡的替补，直至后者于1989年退役。斯特格在奥地利维也纳经历了其职业生涯最为辉煌的时代，六年内接连夺得3次联赛冠军及3次杯赛冠军是个值得骄傲的成就。期间他于1988年2月5日首次入选奥地利国家足球队，并在以1比2不敌瑞士的比赛中完成首秀。斯特格总共为奥地利队上阵65次，并斩获15个入球。即便在1998年法国世界杯决赛圈期间，他也是23人大名单中的一员。
在为另一支奥超俱乐部蒂罗尔因斯布鲁克效力了一个赛季之后，斯特格又转会至奥地利维也纳的同城死敌——维也纳快速。在加盟快速的首个赛季，他便跟随球队成功夺得联赛冠军，并杀入了1996年欧洲优胜者杯决赛。
在被维也纳快速抛弃后，斯特格经由林茨曲线重返他所效力时间最长的奥地利维也纳。而在职业生涯晚期，他又先后加盟阿德米拉和奥甲俱乐部下西本布伦。至2004年，斯特格最终宣布退役。

## 教练生涯
在斯特格于2004年结束了自己的球员生涯后，便收到了下西本布伦提出的经理职位的邀请。然而，鉴于该俱乐部并不稳定的财政状况，斯特格拒绝了这份邀请。他选择回到自己的“母队”奥地利维也纳，并担任该俱乐部业余队的经理。在2005年5月，斯特格连同原业余队的球探弗伦克·辛克尔斯，令人惊讶的接替了君特·克隆斯泰纳和拉尔斯·松德加德的一线队双主教练席位。四周后，奥地利维也纳在斯特格/辛克尔斯组合的率领下，于奥地利杯决赛以3比1战胜维也纳快速，从而赢得斯特格执教以来的首个冠军头衔。自2005年12月起，斯特格从日常训练岗位中卸任，开始担当俱乐部的体育总监。而奥地利维也纳也在该赛季成功加冕他们的第23次奥地利足球冠军。
在2006年秋季，斯特格连同辛克尔斯由于球队的表现不佳（联赛积分榜垫底）而双双辞职。2007年6月，斯特格回到第一维也纳，他在那里担任体育总监直至2010年6月。从2007年秋季至2010年4月期间，他还同时兼任主教练，并于2009年6月成功率队升入第二级别的奥甲联赛。辛克尔斯则在该赛季的最后一场比赛前接任第一维也纳的主教练。
此后几年中，斯特格在每个赛季都更换一家俱乐部。自2010年11月起，他被任命为格拉茨AK主教练。2011年6月，仍处于合同期内的斯特格与该俱乐部协商解约，以便接受奥超俱乐部维也纳新城提出担当教练兼体育总监的邀约。仅一个赛季后，因奥地利维也纳解雇了原主教练伊维卡·瓦斯蒂奇，斯特格继而自行解除与维也纳新城的合同，并与老东家签署了为期两年的主教练合约。在2012-13赛季，他所率领的奥地利维也纳以当时创纪录的积分夺得奥地利足球冠军。斯特格认为此次夺冠是他职业生涯中“最美丽”的时光，并在2013年夏天迈出了主教练生涯的一个新台阶：德乙俱乐部科隆将以支付70万欧元的解约金、以及支付与奥地利维也纳之间举办友谊赛的全部收入为代价，将斯特格签入。对于是次转会的道德问题，斯特格表示：“当球队表现良好、球迷期望续约的时候，人们便只谈论道德；但当教练因成绩不好而被解雇时，人们却从不谈论道德。”
斯特格在科隆的首个赛季便率队夺得德乙半程冠军及冠军，并因此而升入德甲。
除主教练工作外，斯特格还在天空电视台担任德甲比赛的分析师，并且是《信使报》的专栏作家。

## 个人生活
前奥地利电视主持人、歌手及歌舞演员乌尔里克·克里格勒（Ulrike Kriegler）自1998年以来与斯特格保持同居关系
。

## 成就
球员生涯
- 奥地利足球冠军：1991年，1992年，1993年，1996年
- 奥地利杯冠军：1990年，1992年，1994年
- 《信使报（德语：Kurier (Tageszeitung)）》赛季最佳中场：1996年

教练生涯
- 奥地利足球冠军：2006年，2013年
- 奥地利杯冠军：2005年，2006年
- 奥地利足球东部地区联赛冠军：2009年
- 德国足球乙级联赛冠军：2014年